# 法布里齐奥·拉瓦西
法布里齐奥·拉瓦西（義大利語：Fabrizio Ravasi，1965年6月24日—），意大利男子赛艇运动员。他曾代表意大利参加世界赛艇锦标赛，获得七枚金牌、一枚银牌和二枚铜牌，均来自男子轻量级八人单桨有舵手项目。